# Orb (Kinzig)
Die Orb ist ein etwa elf Kilometer langer linker Nebenfluss der Kinzig im Main-Kinzig-Kreis im hessischen Spessart. Er ist Namensgeber der Kurstadt Bad Orb.

## Name
Das Gewässer wird 1059 als Orbaha erstmals urkundlich erwähnt. Möglicherweise leitet sich der Name vom germanischen Verb *werb- für 'drehen, biegen' ab. Die ursprüngliche Endung -aha bedeutet 'Fließgewässer'.

## Geographie

### Orbquelle

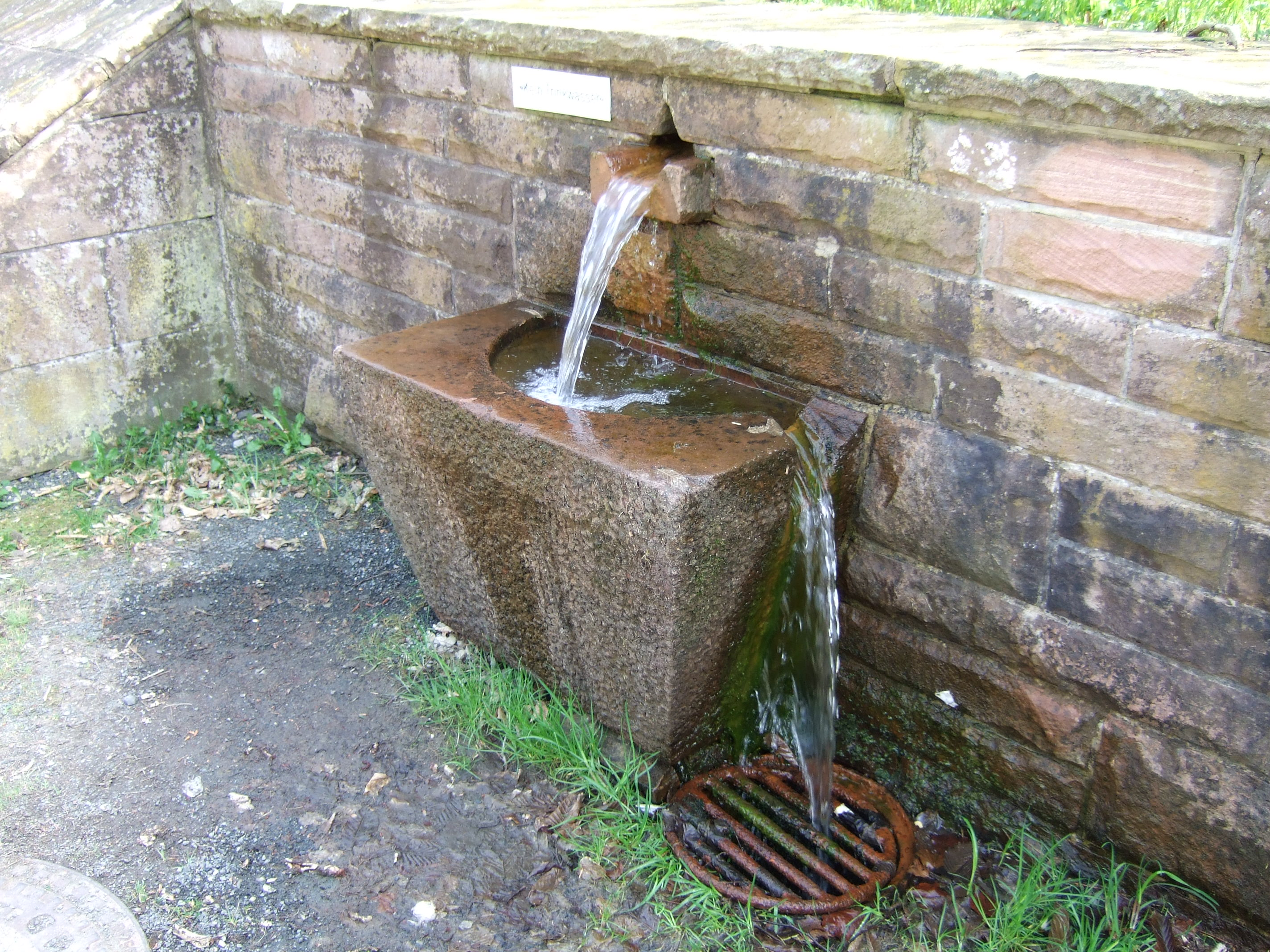
Die Orbquelle

Die Orb entspringt südöstlich von Bad Orb, unmittelbar an der Verbindungsstraße der Kurstadt mit der Gemeinde Jossgrund, im Naturschutzgebiet Orbquelle bei Bad Orb. Im Quellgebiet liegen sechs Quellen, die Orbquelle, die Stierruhquelle, die Mittelquelle, der Mackenborn, der Grüneborn und die Saustallquelle. Die letzte hat ihren Namen daher, weil nur an ihr die Tiere getränkt werden konnten. Die Orbquelle ist für die Wasserversorgung im Orbtal gefasst worden.

### Verlauf
Nach dem Zusammenfluss der Quellbäche fließt die Orb am Rande des Spessartwildparks nach Nordwesten und ist im weiteren Verlauf Teil des längsten deutschen Barfußpfades. Nach 3,5 km erreicht das Flüsschen den Kurpark in Bad Orb. In der Innenstadt trifft es auf seinen größten Zufluss, die Hasel. Ein weiterer Zufluss ist der Leimbach.
Der Verlauf der Orb in der Innenstadt entlang des Quellenrings ist gefasst und steht als Kulturdenkmal unter Denkmalschutz, siehe hierzu die Liste der Kulturdenkmäler in Bad Orb.
Nördlich des ehemaligen Untertors im Naturschutzgebiet Autal bei Bad Orb wird die Orb im touristischen Volksmund auch „Aubach“ genannt. Eine Gastwirtschaft, die auf eine Konzession von 1875 zurückgeht, war ursprünglich die „Aumühle“. Die Bad Orber Kleinbahn „Emma“ verläuft durch einen Abschnitt des unteren Orbtals.
Bei der Anschlussstelle Wächtersbach der Bundesautobahn 66, fließt die Orb in die Kinzig.

Impressionen vom Lauf der Orb
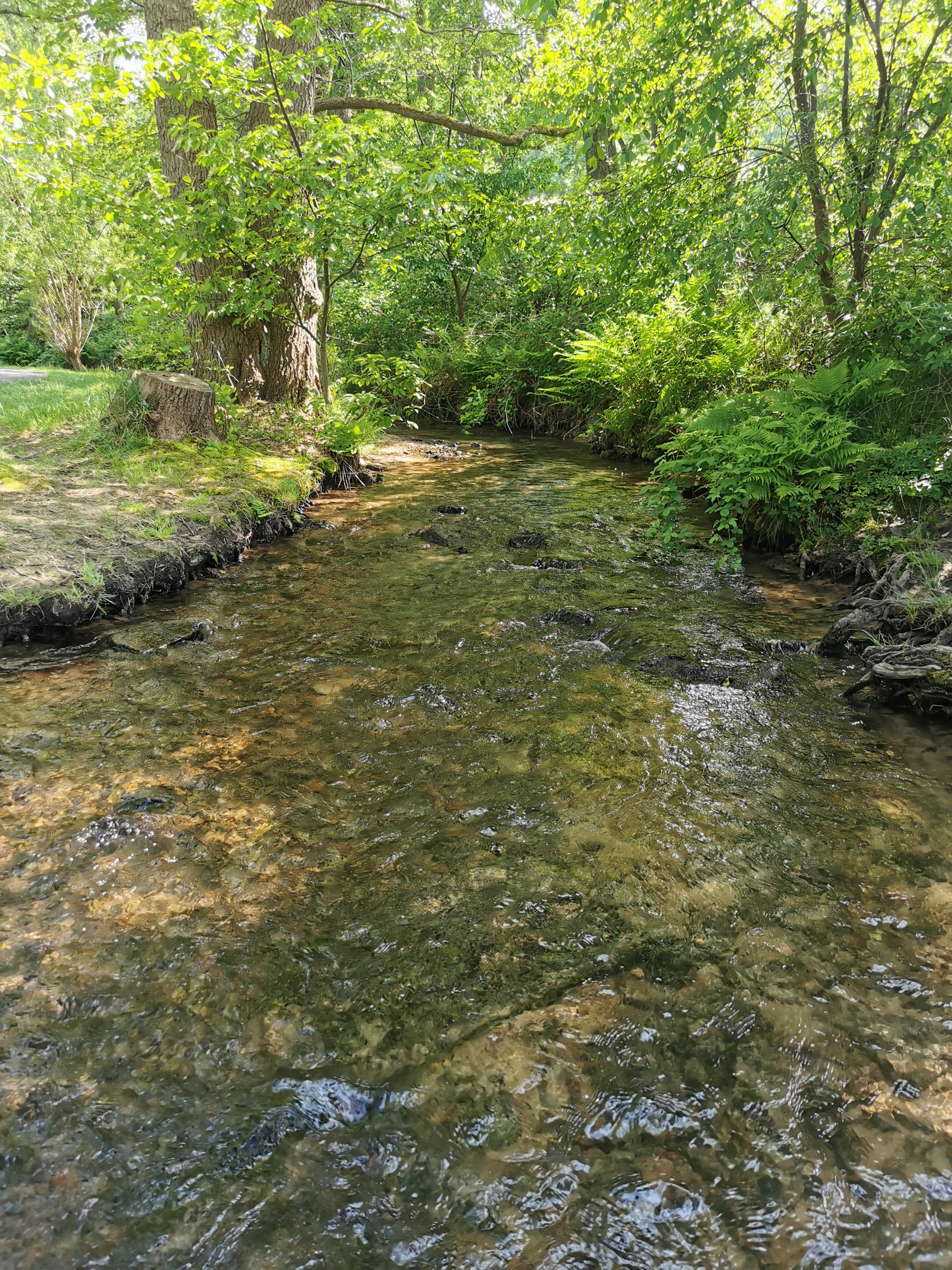
Die Orb ist an dieser Stelle Teil des Barfußpfades
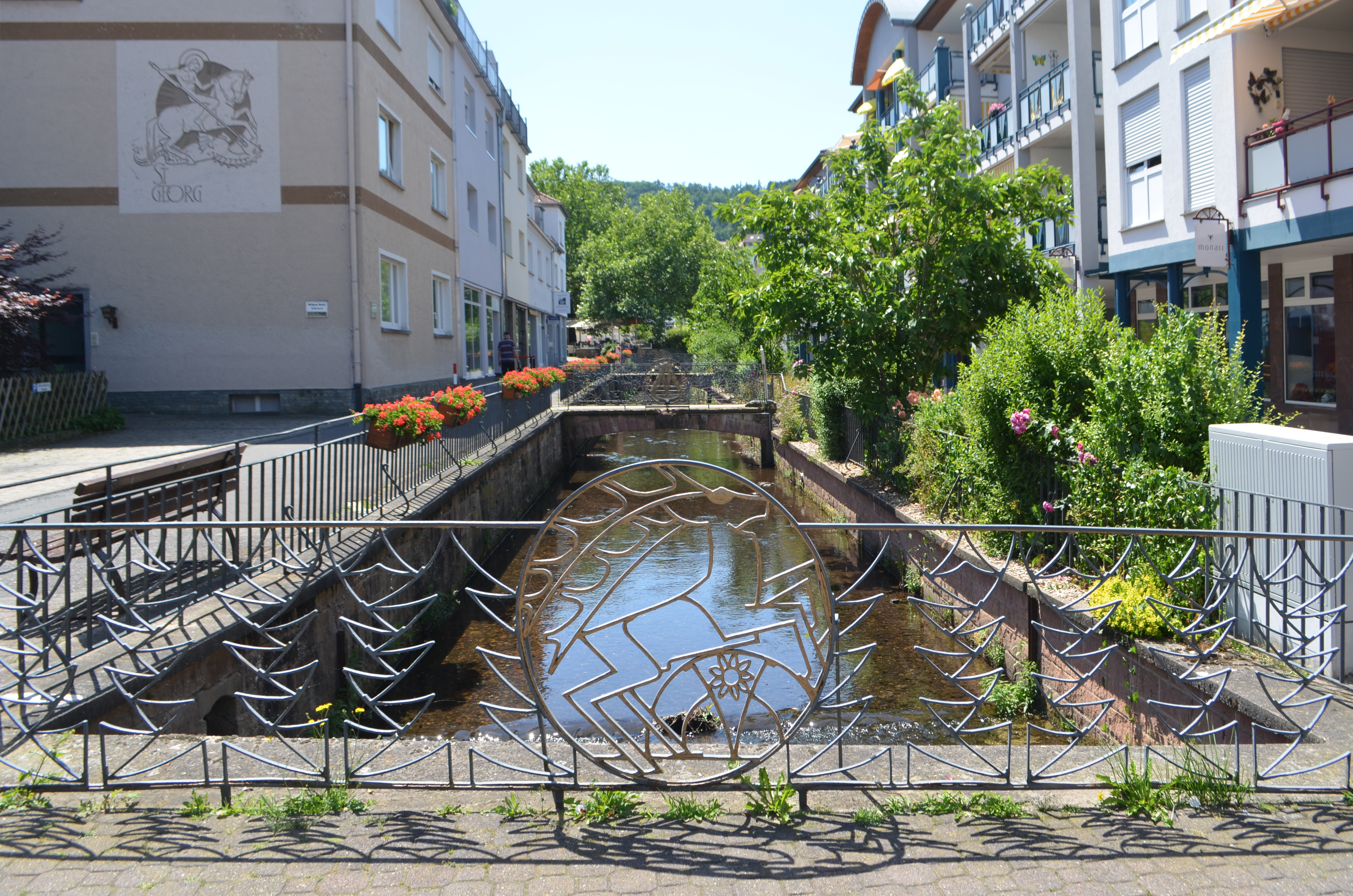
Flusslauf der Orb am Quellenring

### Zuflüsse
- Hasel (rechts), 4,9 km
- Leimbach (links), 1,7 km

### Flusssystem Kinzig
- Fließgewässer im Flusssystem Kinzig

## Geschichte
Nicht immer war die Orb ein hessischer Fluss.
Bis zur Säkularisation und die Neuordnungen durch den Reichsdeputationshauptschluss 1803 gehörte der größte Teil der Region zum Kurmainzer Herrschaftsgebiet und kam dann durch die napoleonischen Neuordnungen an das Fürstentum Aschaffenburg, das im Großherzogtum Frankfurt aufging. Nach einer weiteren Neuordnung durch den Wiener Kongress floss die Orb (damals Orb Bach) von 1814 bis in das Jahr 1868 komplett von ihrer Quelle bis zur Mündung auf bayerischem Boden (Bezirksamt Gemünden am Main). Nach der militärischen Niederlage im Preußisch-österreichischen Krieg 1866 musste Bayern das Verwaltungsgebiet des alten Landgerichtes Orb an das Königreich Preußen abtreten, das dieses Gebiet seiner Provinz Hessen-Nassau zuordnete. Nach dem Zweiten Weltkrieg wurde Preußen von den Alliierten aufgelöst, so dass die Orb seit 1946 im Land Hessen fließt.